# Porter (Indiana)
Pour les articles homonymes, voir Porter.
Porter est une municipalité située dans le comté de Porter, dans l’État de l'Indiana, aux États-Unis. Lors du recensement de 2020, elle comptait 5 210 habitants.